# チャーチル山
チャーチル山（Mt. Churchill）とは、北アメリカ大陸の北西部に存在する山の1つである。なお、行政区分では、アメリカ合衆国のアラスカ州に属する。また、この山も含めた一帯は、1979年からはUNESCOの世界遺産に登録されている。

## 概要
チャーチル山の標高は4766mである。この山は、カナダとアメリカ合衆国にまたがっているセイントイライアス山地を構成する山の1つとして数えられている。ただし、チャーチル山が位置しているのは、アメリカ合衆国側である。

## ボナ山とチャーチル山
チャーチル山のすぐそばには、ボナ山（Mt. Bona）と呼ばれる山が存在する。チャーチル山とこのボナ山は、共に火山活動の結果形成された山である。また、この2つの山は、共に高緯度地方に位置していて寒い気候である上に、山頂の標高も共に4000mを大きく超える標高の高い山なので、雪や氷に覆われている。さらに、共に成層火山であるという共通点も持つ。またどちらの山も共にセイントイライアス山地を構成する山の1つにも数えられていて、行政区分ではアメリカ合衆国のアラスカ州となっている点でも共通している。このように、チャーチル山とボナ山は共通点の多い山として知られる。